# غوردون جيلفيلان
غوردون جيلفيلان (بالإنجليزية: Gordon Gilfillan)‏ هو سياسي أسترالي، ولد في 15 مايو 1916، وتوفي في 15 سبتمبر 1982 في أستراليا. حزبياً، نشط في تحالف الليبرالية والريفي ( – 1974) وحزب أستراليا الليبرالي (فرع جنوب أستراليا) ‏ (1974 – ). وقد انتخب عضو مجلس جنوب أستراليا التشريعي عن دائرة Northern District (South Australian Legislative Council) ‏ وقد انضم خلال فترته النيابية (3 مارس 1962 – 11 يوليو 1975)  للكتلة البرلمانية تحالف الليبرالية والريفي.